# Smiling Fish 2013
Der Smiling Fish 2013 im Badminton fand vom 30. April bis zum 5. Mai 2013 in der südthailändischen Stadt Trang statt.

## Sieger und Platzierte
| Disziplin    | Gold                                            | Silber                                           | Bronze                                     |
| ------------ | ----------------------------------------------- | ------------------------------------------------ | ------------------------------------------ |
| Herreneinzel | Sitthikom Thammasin                             | Parinyawat Thongnuam                             | Soong Joo Ven                              |
| Herreneinzel | Sitthikom Thammasin                             | Parinyawat Thongnuam                             | Khosit Phetpradab                          |
| Dameneinzel  | Rawinda Prajongjai                              | Ho Yen Mei                                       | Kisona Selvaduray                          |
| Dameneinzel  | Rawinda Prajongjai                              | Ho Yen Mei                                       | Thamolwan Poopradubsil                     |
| Herrendoppel | Wannawat Ampunsuwan Patipat Chalardchaleam      | Vasin Nilyoke Suwat Phaisansomsuk                | D. Tin Caballes Wasapon Uttamang           |
| Herrendoppel | Wannawat Ampunsuwan Patipat Chalardchaleam      | Vasin Nilyoke Suwat Phaisansomsuk                | Dechapol Puavaranukroh Kittinupong Kedren  |
| Damendoppel  | Lam Narissapat Puttita Supajirakul              | Rodjana Chuthabunditkul Jongkolphan Kititharakul | Joyce Wai Chi Choong Yap Cheng Wen         |
| Damendoppel  | Lam Narissapat Puttita Supajirakul              | Rodjana Chuthabunditkul Jongkolphan Kititharakul | Patchanut Krajangjit Kilasu Ostermeyer     |
| Mixed        | Patipat Chalardchaleam Jongkolphan Kititharakul | Wannawat Ampunsuwan Rodjana Chuthabunditkul      | Songphon Anugritayawon Lam Narissapat      |
| Mixed        | Patipat Chalardchaleam Jongkolphan Kititharakul | Wannawat Ampunsuwan Rodjana Chuthabunditkul      | Dechapol Puavaranukroh Puttita Supajirakul |